# Гіперлокальна реклама
Гіперлока́льна рекла́ма — тип адресної реклами, що охоплює цільову аудиторію в межах конкретного мікрорайону, кварталу, району міста. Таке охоплення використовується рекламодавцями, чиї товари або послуги можуть бути корисні споживачам у певному місці: клієнтам, які живуть, працюють, або регулярно ходять повз точки продажів рекламодавця.

## Опис
Термін «гіперлокальна реклама» відносять до області  інтернет-реклами, де її визначають як рекламу, що дозволяє  зорієнтувати рекламне повідомлення на персональні комп'ютери та мобільні пристрої в залежності від їх місцезнаходження , але тільки в певній зоні навколо будь-якої точки на місцевості, при цьому радіус такої зони технічно може бути як завгодно малим.   Відповідні рішення на ринку представлені в рекламних продуктах Google, в тому числі в DoubleClick, плануються до впровадження  соціальною мережею Facebook. 
У січні 2015 з'явилася інформація про намір ряду компаній, включаючи TapSense і InMarket, впровадити гіперлокальну рекламу в розумні годинники Apple Watch. 
У широкому сенсі до гіперлокальної реклами можна віднести і  зовнішню рекламу, і  indoor рекламу, яка повинна розміщуватись в безпосередній близькості від рекламованого закладу.

## РФ
9 грудня 2014 в РФ з'явилася перша загальнодоступна система розміщення гіперлокальної медійної онлайн-реклами Local Hero, інтегрована з рекламними біржами (RTB-системами).  